# Tè al burro
Il tè al burro, noto anche come po cha (tibetano: བོད་ཇ་, Wylie: bod ja, "tè tibetano") e cha süma (tibetano: ཇ་སྲུབ་མ་, Wylie: ja srub ma, "tè mescolato"), è una bevanda diffusa sull'arco himalayano tra Nepal, Bhutan, Tibet e India (soprattutto negli stati del Ladakh, del Sikkim e dell'Arunachal Pradesh). Si suppone che abbia avuto origine tra il subcontinente indiano e il Tibet.
Tradizionalmente, il tè al burro si prepara con foglie di tè, burro di yak, acqua e sale, anche se oggi il burro di yak è sempre più frequentemente sostituito dal burro ricavato dal latte di mucca, più diffuso sul mercato e più economico.

## Storia
Il tè fu introdotto in Tibet dalla Cina nel VII secolo, all'epoca della dinastia Tang. Nelle regioni tibetane, però, questa nuova bevanda fu subito associata al burro di yak, già ben presente nel regime alimentare locale. Nei secoli successivi il consumo di tè al burro si è consolidato in tutta l'area himalayana, fino a costituire una bevanda d'uso quotidiano per molte famiglie.

## Preparazione
Un procedimento che consente di ottenere un tè al burro di alta qualità prevede di far bollire le foglie di tè in acqua per mezza giornata, fino ad ottenere un liquido di colore marrone scuro. Questo viene poi scremato e versato in un cilindro con burro di yak fresco e sale. Dopo aver agitato, si ottiene una bevanda densa, simile a uno stufato o a un olio scuro, pronta per essere versata in teiere o barattoli. Un altro metodo di preparazione consiste nel far bollire l'acqua e aggiungervi un pizzico di tè, lasciandolo in infusione fino a quando l'acqua non raggiunge una colorazione nera. Il tè viene quindi filtrato attraverso un colino di pelo di cavallo o di canna in una sorta di zangola di legno, in cui viene aggiunto un grosso pezzo di burro. La zangola viene quindi agitata fino a quando il tè raggiunge la giusta consistenza, per poi versarlo in vasi di rame posti su un braciere acceso. In alternativa alla zangola, si può usare una semplice ciotola di legno e agitarla brevemente.
Al giorno d'oggi, quando non sono disponibili foglie di tè, burro di yak e zangole di legno, le persone spesso preparano il tè al burro usando bustine di tè e diversi tipi di burro disponibili sul mercato, oltre a un frullatore elettrico.

## Usi e tradizioni
Poiché il burro è l'ingrediente principale, il tè al burro fornisce molta energia calorica ed è particolarmente adatto alle alte quote. Il burro può anche aiutare a prevenire l'insorgere della cheilite.
Secondo alcune usanze tibetane, il tè al burro va bevuto in sorsi separati e, dopo ogni sorso, l'ospite riempie la ciotola fino all'orlo. Pertanto, l'ospite non beve mai completamente il contenuto della sua ciotola, che al contrario viene costantemente rabboccata. Se il visitatore non desidera bere, la cosa migliore da fare è lasciare intatto il tè fino a quando non arriva il momento di lasciare la ciotola. In questo modo si osserva l'etichetta e si evita di offendere il proprio ospite.
Il tè al burro viene anche usato come accompagnamento per mangiare lo tsampa versandolo o immergendolo e mescolando bene.